# Pall Mall Gazette
El Pall Mall Gazette fue un periódico vespertino fundado en Londres en 7 de febrero de 1865 por George Murray Smith. En 1921, adquirió The Globe y dos años más tarde, fue adquirido por el Evening Standard.

## Nombre
El nombre provino de un periódico ficticio que William Makepeace Thackeray había utilizado en su novela The History of Pendennis (1850). Pall Mall es una calle en la Ciudad de Westminster, Londres, paralela a la calle The Mall, y es conocida por albergar varios clubes de caballeros como el Atheneum, el Travellers y el Reform, entre muchos otros. De ahí las palabras de Thackeray:

...the Pall Mall Gazette is written by gentlemen for gentlemen; its conductors speak to the classes in which they live and were born. The field-preacher has his journal, the radical free-thinker has his journal: why should the Gentlemen of England be unrepresented in the Press?
...el Pall Mall Gazette está escrito por caballeros y para caballeros; sus promotores se dirigen a las clases entre las que viven y en cuyo seno nacieron. El predicador al aire libre tiene su revista, el librepensador radical tiene su revista: ¿por qué los caballeros de Inglaterra deberían verse sin representación en la prensa?
History of Pendennis, Capítulo XXXIII.

## Historia
Smith, un exitoso editor —entre muchas otras obras había publicado Jane Eyre (1847) y otras novelas de Charlotte Brontë y de Thackeray— ya había obtenido otro gran éxito poco antes con la publicación, en 1860, con el Cornhill Magazine —con Thackeray como director—. Este último fue el que sugirió a Smith la idea de crear un diario.
El propósito de Smith, y el de su primer director, Frederick Greenwood, que ya había dirigido Cornhill, era combinar los aspectos literarios de The Spectator y The Saturday Review. Incluso consiguieron la colaboración de James Fitzjames Stephen, quien había estado muy vinculado al Saturday Review y al Cornhill y que llegó a escribir más de 800 editoriales y unos 200 artículos para el Pall Mall Gazette entre 1865 y 1878.
Al principio su línea editorial era «Liberal en el sentido Palmerstoniano» aunque en la década de 1870 llegaría a ser claramente anti-Gladstone.
En 1892, con la compra del periódico por en magnate estadounidense William Waldorf Astor, la línea editorial cambió bruscamente su apoyo al Partido Liberal del Reino Unido para apoyar a los tories. Sin embargo, el año siguiente, Astor fundó Pall Mall Magazine al negarse, supuestamente, el entonces director del Pall Mall Gazette, Henry Cust, a publicar temas que consideraba inadecuados en un periódico, y para competir con The Strand Magazine, revista conocida por haber publicado, entre otras importantes obras, las de Arthur Conan Doyle, incluyendo a las aventuras de Sherlock Holmes. Astor nombró a dos destacados exdiputados británicos, lord Frederic Hamilton y Douglas Straight, codirectores de la revista. Straight sería nombrado director del Pall Mall Gazette en 1896, precisamente en sustitución de Cust.  
En 1911, Astor compraría The Observer con el fin de poder contratar a su entonces director, J. L. Garvin, como director del Pall Mall Gazette.

## Propietarios
- George Murray Smith (1865-1880)
- Henry Yates Thompson (1880-1892)
- William Waldorf Astor  (1892-1917)
- Henry Dalziel (1917[7] -1923)

## Directores
- Frederick Greenwood  (1865-1880)
- John Morley (1880-1883)
- William Thomas Stead (1883-1889)
- Edward Tyas Cook (1890-1892)[8]
- Henry Cust (1892-1896)
- Douglas Straight (1896-1909)
- Frederick Higginbottom (1909-1912)
- James Louis Garvin (1912-1915)
- D. M. Sutherland (1915-1923)

## Colaboradores
- Matthew Arnold.[9]
- George Bernard Shaw, crítico literario (1885-88).[10]
- James Fitzjames Stephen.[1]
- Matthew James Higgins.[1]
- Leslie Stephen.[9]
- Anthony Trollope.[9]